# 淡海医療センター
淡海医療センター（おうみいりょうせんたー）は、滋賀県草津市にある総合病院。臨床研修病院や滋賀県地域がん診療連携支援病院、救急告示医療機関などの指定を受けている。

## 沿革
ここでは、社会医療法人誠光会（当院などの運営母体となる医療法人）の沿革も併せて記載する。
- 1975年（昭和50年）1月 - 水野外科医院開設
- 1977年（昭和52年）7月 - 水野外科診療所に改称
- 1980年（昭和55年）7月 - 医療法人誠光会を設立
- 1982年（昭和57年）4月 - 草津中央病院を開設
- 1991年（平成3年）7月 - 総合病院に承認される
- 1995年（平成7年）6月 - 介護老人保健施設草津ケアセンターを開設
- 1997年（平成9年）5月 - 草津総合病院に改称
- 2002年（平成14年）3月 - 矢橋中央病院を開設
- 2006年（平成18年）
  - 4月 - 現在地に新築移転
  - 5月 - 草津総合病院と矢橋中央病院が統合
  - 11月 - 滋賀県災害拠点病院に認定
- 2008年（平成20年）9月 - 社会医療法人誠光会の認可を受ける
- 2010年（平成22年）10月 - 滋賀県地域がん診療連携支援病院に認定[2]
- 2012年（平成24年）4月 - 草津看護専門学校を開校[3]
- 2017年（平成29年）10月 - 立命館大学との教育研究協力に関する包括協定を締結[4]
- 2019年（平成31年・令和元年）
  - 4月 - 栗東西地域包括支援センターを開設し、草津地域包括支援センターを草津宿本陣付近(草津三丁目)に移転[5]
  - 10月 - 龍谷大学社会学部との教育研究協力に関する包括協定を締結[6]
  - 12月 - 草津総合病院 健康管理センター（現：南草津健診センター）を開設
- 2020年（令和2年）10月 - 淡海ふれあい病院を開設[7]
- 2021年（令和3年）10月 - 淡海医療センターに改称[8]

## 診療科
- 救急科
- 総合内科・総合診療科
- 眼科
- 歯科・口腔外科
- 小児科
- 心療内科
- 腎臓内科
- 甲状腺内科
- 泌尿器科
- 乳腺外科
- 循環器内科
- 免疫内科
- 緩和ケア内科
- 皮膚科
- 呼吸器外科
- 血液内科
- 麻酔科
- 心臓血管外科
- 整形外科
- 形成外科
- 産婦人科
- 脳神経内科（神経内科）
- 脳神経外科
- 消化器内科
- 消化器外科・腹膜播種センター
- 病理診断科
- ICUセンター
- 周産期センター
- がん診療センター
- 下肢動静脈治療センター
- 頭頸部甲状腺外科センター・耳鼻咽喉科
- 糖尿病センター・糖尿病内分泌内科
- 呼吸器疾患センター・呼吸器内科
- 放射線診療センター
（放射線治療部・画像診断部）
- 肥満症外科治療センター
- ステントグラフトセンター
（大動脈瘤治療）

## 診療サポート部門
- 看護部
- 薬剤部
- 検査部
- 栄養部
- 病理部
- 臨床工学部
- 放射線技術部
- リハビリテーション部
- 高気圧酸素治療室
- 臨床試験・治験センター

## 交通アクセス
電車
- JR琵琶湖線（東海道本線）南草津駅下車、徒歩25分。

バス
- 近江鉄道バス
  - 南草津西口線（南草津駅西口 - 草津駅西口）
  - イオンモール南草津線（南草津駅西口 - イオンモール草津）
    - 「淡海医療センター」停留所下車すぐ。

イオンモール南草津線のよし池経由は当院を経由しない。